# Central Andros
Central Andros è un distretto delle Bahamas situato nella parte centrale dell'isola di Andros. 